# 金正日之死
朝鲜劳动党总书记、朝鮮國防委員會委員長金正日去世的消息在延迟52个小时后，于2011年12月19日由朝鲜中央电视台宣布的，新聞主播李春姬称金正日是于12月17日8点30分在外出视察途中由于过度劳累在列车上逝世，享壽70歲。同一天朝鲜发布的死亡报告称金正日是在列车上突发急性心肌梗塞，并由此引发了心脏休克，经紧急抢救无效后去世。

## 逝世与纪念
12月19日朝鮮中央通訊社通告正午时发布重大新聞。朝鲜当地时间正午12点，朝中社发布报道，称金正日长期患心脑血管疾病，由于过度劳累，17日晚间于视察的专列上突发心肌梗塞，并发严重心脏休克。经抢救无效于当地时间8时30分逝世，18日进行了病理解剖，证实了上述诊断。朝鲜劳动党中央委员会、朝鲜劳动党中央军事委员会、朝鲜民主主义人民共和国国防委员会、最高人民会议常任委员会、内阁发表了《告全体党员、人民军官兵和人民书》，称金正日的逝世是“朝鮮党和革命的最大损失，朝鮮人民和整个民族的最大悲痛”号召全国人民化悲痛为力量和勇气，战胜目前的困难局面，全体党员、人民军官兵和人民要“忠于尊敬的金正恩同志的领导”，党和人民军队以及人民要一心团结。朝鲜已经成立了由金正恩等组成的国家治丧委员会，决定将金正日遗体安放在锦绣山纪念宫，将12月17日至29日定为哀悼期，从12月20日至27日接受吊唁，28日在平壤举行告别仪式，29日举行中央追悼大会。
金正日逝世之后，朝鲜在全国各地设立悼念地点、设置太阳像，供民众吊唁致哀。据朝鲜中央通讯社“有关哀悼期的公报”，“十几天来，参加吊唁活动的人民军官兵、各阶层劳动者、青少年学生达2.6亿多人次。人民军官兵和群众络绎不绝地前往各地的金日成铜像以及反映金正日的革命生涯和业绩的革命事蹟地、纪念碑、马塞克壁画，寄托他们的哀思。”“瞻仰金正日遗容的干部、人民军官兵和各阶层群众达到5万多名。”“仅在平壤市的各灵堂敬献的花圈就达40多万个。”“在露天吊唁场所守灵的干部、劳动群众和青少年学生不计其数。”“在全国范围内多达120万多名青少年自愿报名入伍。”
有报道称，當地官員在盛大國葬前一天告訴平壤民眾，「金正恩同志也將不戴手套護送將軍的靈車」，且不戴帽子。國葬當天的平壤氣溫下探攝氏零下9度。報導指出，朝鲜當局下令即使下雪，民眾也不得穿戴帽子、手套或圍巾。據稱，民眾受到警告「每排隊伍後方都會有人監視」。
有媒体报道，金日成综合大学、金策工业大学、平壤铁道大学等大学生们站在参加告别仪式的队列后边，跟各大学保卫指导员一起担任了“纠察队”工作，监督了参加告别仪式的居民动向。
12月29日，中央追悼大会在平壤隆重举行。朝鲜各道、市、郡也举行追悼大会。正午12時，各地鸣放吊炮，火车和船舶等有汽笛的所有单位一齐鸣笛，全国人民默哀3分钟。

## 死亡質疑
南韓的《朝鮮日報》質疑朝鲜捏造金正日死亡的時間和地點，以營造他為國操勞、鞠躬盡瘁的形象，認為金正日可能是在官邸睡眠時斷氣。金正日出外巡視一向以火車代步，這列有20節車廂的火車受到美、韓衛星的密切監視，據元世勳表示，從16日至18日，金正日的專用列車一直停在平壤「龍城1號站」不曾開動。而且金正日是「夜貓子」，通常在中午才起床，在清早搭火車出巡是一反常態的。而更重要的是，17日早上的氣溫低達攝氏零下12度，心臟病患者不宜外出，醫療小組也應該不會讓罹患心臟病的金正日在低溫環境出外活動。
日本朝日電視台援引中国和朝鲜的消息人士指，金正日是在12月17日凌晨1點，於子母山別墅的辦公室被人發現昏迷，然後逝世。
更有日本早稻田大学教授重村智计发表新书《金正日的真身》，声称金正日早在2003年秋天死于糖尿病，随后公开露面的「金正日」，只不过是样貌极其酷似的替身而已。重村还写道，金正日担心遭暗杀，早就培养了四名与他长相酷似的替身，由这些替身代替他在公开场合中现身，其中一名替身为在外貌上更接近金正日，甚至接受整容手术。
2012年12月24日，《朝鮮日報》称金正日在逝世前因听到“熙川水电站施工不善导致漏水现象严重”的报告而勃然大怒，在怒火尚未平息的情况下紧急前往慈江道当地视察，结果猝死。

## 造神「異象」報導
朝鲜官方媒體中央通信社報導金正日死前幾分鐘，朝鮮一場兇猛的暴風雪戛然叫停，聖山白頭山的天空泛起萬道紅光，過世那天早上，長白山天池中的堅冰在前所未見、石破天驚的巨響中裂開。山岩上金正日的題字「長白山，神聖的革命之山。金正日」閃閃發光，一直閃耀到20日晚上。而宣布金正日死訊的19日當天，長白山群峰中的「正日峰」峰頂出現異光，持續半個小時。
在東北咸興市東興山，當月20日1隻丹頂鶴仙鶴環繞金正日雕像盤旋數匝後，停在一棵樹上，垂首佇足良久含悲垂頭，最後向平壤飛去。目睹此情此景，咸興市革命舊址管理處主任和其他人都異口同聲地說，就連丹頂鶴似乎都在哀悼金正日駕鶴西歸，才會在如此寒冷徹骨的夜晚飛來此地。大興青年英雄礦山的勞動者在知道悲報而表示哀悼之意時，有三頭熊在道路上悲傷地哀鳴着。他們一面報導類似的目擊談話，還強調「在洞窟中睡覺的熊在人們到來的正中午，在敬愛的將軍大人所走過的道路上出現，發出又大又長鳴叫聲是非常非常少見的現象。」

## 治丧委员会
1. 金正恩（朝鮮勞動黨中央委员、朝鮮勞動黨中央军委副委员长、人民军大将）
2. 金永南（朝鮮勞動黨中央政治局常委、最高人民会议常任委员会委员长）
3. 崔永林（朝鮮勞動黨中央政治局常委、内阁总理）
4. 李英浩（朝鮮勞動黨中央政治局常委、黨中央军委副委员长、朝鮮人民軍总参谋长、人民军次帅）
5. 金永春（朝鮮勞動黨中央政治局委员、国防委员会副委员长、人民武力部部长、人民军次帅）
6. 全秉浩（朝鮮勞動黨中央政治局委员、内阁政治局局长、党委责任书记、人民军大将）
7. 金国泰（朝鮮勞動黨中央政治局委员、中央检阅委员会委员长）
8. 金己男（朝鮮勞動黨中央政治局委员、党中央书记局书记）
9. 崔泰福（朝鮮勞動黨中央政治局委员、党中央书记局书记、最高人民会议议长）
10. 杨亨燮（朝鮮劳动党中央政治局委员、最高人民会议常任委员会副委员长）
（等共232人，以上为前10位治丧委员）

## 各方反應

### 国际组织

#### 联合国
聯合國秘書長潘基文表示，對於北韓在這舉國哀悼的時刻表示同情，同時也重申他致力於朝鮮半島的和平與安全，聯合國將繼續幫助北韓人民，且密切關注局勢。

#### 欧洲联盟
歐盟外交和安全政策高級代表凱瑟琳·艾希頓表示，歐盟正密切監察相關情勢，並聯繫的戰略合作夥伴，進行評估可能造成的影響。

### 其他国家和地区

#### 中华人民共和国
时任中共中央政治局常委胡锦涛、吴邦国、温家宝、贾庆林、李长春、习近平、李克强、贺国强、周永康分别在12月20日上午和12月21日上午分两批次前往朝鲜驻华大使馆吊唁金正日。中共中央、全国人大常委会、国务院、全国政协、中央军委和原中共中央总书记江泽民也都送了花圈。12月19日，中共中央、全国人大常委会、国务院、中央军委向朝鲜劳动党中央委员会、朝鲜劳动党中央军事委员会、朝鲜民主主义人民共和国国防委员会、朝鲜民主主义人民共和国最高人民会议常任委员会、朝鲜民主主义人民共和国内阁发唁电。唁电全文如下：
|  | 惊悉朝鲜劳动党总书记、国防委员会委员长、朝鲜人民军最高司令官金正日同志不幸与世长辞，我们谨以无比沉痛的心情向全体朝鲜人民致以最深切的哀悼和最诚挚的慰问。 金正日同志是朝鲜劳动党和朝鲜民主主义人民共和国的伟大领导者，他把毕生精力献给了朝鲜人民建设朝鲜式社会主义强盛国家的伟大事业，建立了不朽的历史功勋。 金正日同志是中国人民的亲密朋友，他以极大热情继承和发展了由两国老一辈革命家亲自缔造和培育的中朝传统友谊，同中国领导人结下了深厚友谊，有力地推动了中朝睦邻友好合作关系不断向前发展。中国党、政府和中国人民对金正日同志的逝世深感悲痛，中国人民将永远怀念他。 金正日同志虽已溘然长逝，但他将永远活在朝鲜人民心中。我们相信，朝鲜人民必将继承金正日同志的遗志，紧密团结在朝鲜劳动党的周围，在金正恩同志领导下，化悲痛为力量，为建设社会主义强盛国家，实现朝鲜半岛的持久和平继续前进。 中朝两国山水相连、休戚与共，不断巩固和发展中朝传统友好合作关系是中国党和政府的一贯方针。我们坚信，在双方共同努力下，中朝两党、两国和两国人民的友谊必将继续巩固和发展下去。中国人民将永远与朝鲜人民站在一起！ 金正日同志永垂不朽！ |

#### 日本
日本前首相小泉纯一郎：“凭我的感觉和与他的接触，他是一个很爽朗的人，也很有决断力，留给我的印象很不错。”

#### 中華民國
中華民國外交部亞太司副司長周穎華說：「我們對這個事情，主要是對它的人民部分，我們特別對於北韩人民致以相當的關心跟關懷，我們所關心的是，希望這次事件不要影響北韩人民正常的起居；特別是朝鮮半島、東亞的情勢能夠很快地穩定，持續往和平跟繁榮方面去走。」

### 非政府组织
无国界记者评价金正日之死为“一个新闻自由的敌人死了”。

## 聯合國默哀
聯合國大會發言人透露，朝鲜駐聯合國大使要求聯合國大會要在開會時先為已故領袖金正日默哀，在经过商讨后大会开幕前现场部分代表为金正日默哀。
同月22日應朝鲜駐聯合國大使申善昊的要求，在會場為日前去世的北韓領袖金正日默哀一分鐘，9月輪值的卡塔尔籍聯合國大會主席納赛尔在22日例行會議下午3時開議前，宣布大會要為金正日「默哀一分鐘」。但美國、加拿大、英國、日本、南韓以及大多數歐盟國家退場抵制，193個會員國代表差不多只有三分之一留在場內，默哀時大會廳顯然很空，更僅默哀25秒便展開會議。金正日之死，許多國家避免正式致唁。多名西方外交官員對納赛尔接納朝鲜請求表示驚訝，並稱金正日並非國際社會典範，甚至應該為數以萬計的死亡個案負責，聯合國大會作法並不妥。捷克官員表示，協助捷克革命與改革的前總統瓦茨拉夫·哈維爾也在近日過世，他們並未要求聯大為哈維爾默哀。一位歐洲官員表示，「此人造成生靈塗炭，不是聯合國應該標舉的模範」。加拿大外長貝爾德的新聞秘書拉瓦伊表示，貝爾德對聯合國准許默哀相當失望。加拿大政要普遍表示，應該獲得默哀的不是金正日，而是在他政權下挨餓的無數人民。

## 新聞風波
台灣中華電視公司同月19號晚間新聞中，新聞主播梁芳瑜穿上韓服化身「梁春姬」模仿韓文口音模仿李春姬播報台灣大選新聞，引發負面批評。華視新聞製作人遭調職，新聞部經理請辭，大選情報主播也遭到替換。